# Salva Kir Mayardit
Salva Kiir Mayardit sau Salvator Kiir Kuethpiny Mayar(n. 13 septembrie 1951, Bahr al-Ghazal⁠(d), Sudanul de Sud) este un om politic și militar sud-sudanez, președintele Sudanului de Sud, în funcție din 9 iulie 2011. Fiu al poporului dinka, ca veteran al răscoalei Anyanya a populației afro-sudaneze împotriva arabizării și islamizării sudului Sudanului, a fost alături de colonelul dr.John Garang, conducător al Mișcării Populare pentru Eliberarea Sudanului și al armatei acesteia. În urma acordului de pace 
din anul 2005 i-a succedat lui John Garang care a pierit într-un accident de elicopter, în funcția de președinte al partidului MPES și în cea formală de vicepreședinte al Sudanului (2005-2011). În anul 2005 a îndeplinit vreme de câteva luni funcția de președinte al guvernului Sudanului de sud autonom. A venit la putere în urma alegerilor prezidențiale din Sudul Sudanului, ce s-au desfășurat în 2010.  

## Biografie

### Copilărie și tinerețe
Salvator Kiir Mayardir, de confesiune romano-catolică, s-a născut în anul 1951 în localitatea  Akon din Bahr el Gazhal, în statul istoric Warap, în Sudanul Anglo-Egiptean. El a fost al optulea dintre cei nouă copii ai unui crescător de vite din tribul Payum, Kuethpiny Thiik Atem (d.2007) și al uneia din cele trei soții ale acestuia, Awiei Rou Wol, țărancă din tribul Payii.
În anii Primului război civil din Sudan, Salva Kiir s-a alăturat mișcării de rezistență Anya Nya care a luptat pentru drepturile populației negre creștine și de alte confesiuni din sudul Sudanului în fața hegemoniei regimului arab de la Khartum. Războiul civil a devastat Sudanul între anii 1955-1972. 

### Cariera militară și politică
Dupa acordurile din 1972 care au dus la încetarea ostilităților, Kiir s-a înrolat în armata sudaneză, ajungand la gradul de locotonent colonel.
Odata cu relansarea războiului civil în 1983, Kiir, alături de colonelul John Garang de Mabior și alți câțiva comandanți negri din armata națională sudaneză ai dezertat și au ridicat steagul revoltei.
Împreună cu Garang, Kiir a întemeiat partidul Mișcarea Populară pentru Eliberarea Sudanului și armata acesteia, Armata Populară pentru Eliberarea Sudanului. 
Kiir a devenit unul din principalii adjuncți ai lui Garang. A fost ridicat la rangul de general și a devenit comandant adjunct și apoi comandant al Consiliului Armatei Populare de Eliberare a Sudanului, având în sarcina sa în primul rând serviciile de informații și securitate. 
Dupa semnarea Acordului comprehensiv de pace dintre nord si sud din anul 2005, în iulie 2005 Garang a fost numit președintele autonomiei regionale a Sudului și vicepreședinte al Sudanului, iar Salva Kiir - prim vicepreședinte al acestei autonomii. După o lună, Garang a murit pe neașeptate într-un accident de elicopter, și Kiir l-a succedat ca lider al partidului si ca vicepreședinte al Sudanului si pentru câteva luni, prim ministru al autonomiei.   
La alegerile din anul 2000 93% din votanții din sudul Sudanului au votat pentru realegerea lui Kiir in funcțiile sale înalte. Președintele Sudanului, Omar al-Bashir, l-a numit din nou pe Kiir vicepreședinte, în conformitate cu constituția interimară a Sudanului. Referendumul organizat în continuare a arătat că 98.83% din locuitorii sudului Sudanului au dorit sciziunea sudului și proclamarea independenței. La 9 iulie 2011 Sudanul de sud s-a proclamat independent de Sudan, iar Salva Kiir a devenit primul președinte al noii republici africane.

### Președinte al Sudanului de Sud

#### Politica internă
Instalat la cârma noului stat, la conducerea unui guvern de uniune națională, Kiir a chemat la „iertarea, dar nu uitarea” nedreptăților făcute Sudului de către regimurile din nord și a proclamat amnistia pentru cei care au susținut regimurile represive. După câteva săptămâni a rostit o cuvântare  în care a avertizat armata și poliția împotriva violării drepturilor omului, a comiterii de acte de violență, viol, tortură etc. La un moment dat Kiir a fost confruntat cu criza Heglig (2012) care a dus la un conflict de frontieră cu Sudanul și de asemenea, cu o criză politică, în cursul căreia s-au făcut încercări de a-l înlătura de la putere.
La 18 iunie 2013 Kiir a suspendat imunitatea în fața legii a doi din miniștri ai săi - ministrul pentru cabinet Deng Alor Kuol și ministrul de finanțe Kosti Manibe Ngai,  suspectați de corupție,  și i-a demis. În iulie 2013 Kiir a demis tot guvernul, inclusiv pe vicepreședintele Riek Machar, din etnia nuer, reducând în mod semnificativ numărul miniștrilor. Machar a susținut că era vorba de un pas spre instalarea unei dictaturi și ca va fi contracandidatul lui Kiir la alegerile pentru președintie.
În decembrie 2011 6000 copii soldați din etnia nuer au atacat comunități din etnia murle.  În decembrie 2011-ianuarie 2012 800 persoane din ambele etnii au fost ucise, femei au fost răpite și proprietăți jefuite. 
În cursul Operațiunii de restaurare a păcii din martie 2012 în statul Jongley, soldați au comis acte de violență și tortură.   
După ce au circulat zvonuri cu privire la un complot contra sa la finele anului 2012, Kiir a restructurat masiv administrația guvernamentală, militară și de partid, a demis generali și comandanți ai poliției, a pus in retragere 117 generali din armată.   
În 2015 șase ziariști au fost asasinați după ce președintele Kiir a avertizat presa sa nu abuzeze de libertăți.
Făptuitorii crimelor nu au fost găsiți. Într-un interviu perntru o gazetă olandeză a avertizat că
țara sa nu admite homosexualitatea. 

#### Politica externă
În 2011 Sudanul de Sud și-a pus candidatura la intrarea in Comunitatea Est Africană. În 20 decembrie Kiir a vizitat  Israelul, căruia i-a mulțumit pentru sprijinul dat luptei Sudului Sudanului pentru emancipare și independență
La 26 martie 2012 armata sud-sudaneza a atacat campul petrolifer de la Heglig la granița dintre statul Unity din Sudanul de Sud și statul sudanez Kordofan de sud. În septembrie 2012 Kiir s-a întâlnit cu președintele Beshir și a semnat cu el opt acorduri la Addis Abeba, prin medierea Etiopiei. 
S-a convenit asupra unei zone demilitarizate de 10 km de-a lungul frontierei, returnarea a 350000 barili de petrol către Sudanul de Sud cu posibilitatea de ai exporta, s-au stabilit parametri pentru demarcarea frontierei, s-au mai prevăzut o cooperare economică, și măsuri de protejarea reciprocă a cetățenilor

### Război civil
În decembrie 2013 a izbucnit o nouă criză între Kiir și rivalul său Riek Machar . La 15 decembrie in timpe ce aveau loc consultări în Consiliul de Eliberare Națională al partidului SPLM s-au tras rafale de arme de foc spre garda prezidențială a lui Salva Kiir, ceea ce a devenit semnalul unui Război civil . Machar a respins acuzațiile că ar fi urzit un puci. El a acuzat pe Kiir de hegemonie dinka.
Kiir a acuzat ONU și „așa numite organizații umanitare” că îl sprijină pe Machar.  
În martie 2014 a organizat un mare miting împotriva ONU.
Wikileaks a relevat în iunie 2015 o telegramă diplomatică saudită potrivit căreia, agenți egipteni și sudanezi  pregăteau o încercare de asasinare a lui Kiir.
Conflictul dintre etniile dinka și nuer a durat șase ani până în 2019, ducând la uciderea a 400 000 persoane și la deplasarea a 4 milioane. Răsculații nuer au cucerit orașe precum Bentiu și Bor. Un prim acord în aprilie  2016 a eșuat, degenerând în lupte în capitala Juba. Riek Machar a fost nevoit să fugă și să aleagă calea exilului 
În 2018 s-a semnat un acord de pace, a cărui aplicare a putut începe, sub presiune internațională,  abia la 22 februarie 2020 prin formarea unui guvern de unitate națională. Riek Machar a fost numit prim-vicepremier, și au mai fost instalati inca patru vicepremieri, între care Rebecca Garang, văduva lui John Garang.

### Viața privată
Kiir a fost însurat cu Mary Ayen Mayardit. În 2014 el s-a căsătorit cu Aluel William Nyuon Bany, fiica unui vechi  camarad decedat de luptă, William Nyuon Bany, din etnia nuer, printr-o ceremonie dinka condusă de frații președintelui.
În anul 2006, primit la Casa Albă, Kiir a obținut în dar de la președintele George W. Bush o pălărie de cowboy neagră de tip stetson, care a deveni un simbol personal. Se spune că și-a mai cumpărat apoi mai multe astfel de pălării cu care obișnuiește să apară in public.
La data de 13 decembrie 2022, Kiir a apărut la inaugurarea unui proiect rutier, iar transmisiunea de televiziune a evenimentului a surprins imagini cu el urinând în pantaloni, în timp ce el și alți oficiali care participau la eveniment ascultau imnul național al Sudanului de Sud, cu Kiir privind în jos și camera de televiziune îndepărtându-se la scurt timp după aceea. Filmările au devenit virale la nivel internațional, iar incidentul a fost atribuit posibilității ca Kiir să sufere de o infecție a tractului urinar. 